# 豫鄂皖邊區第一次圍剿
豫鄂皖邊區第一次圍剿，為中國第一次國共內戰時期，蔣中正所領導的國民政府對實力日益壯大的中國共產黨發動大規模軍事圍剿。主要目標是中國共產黨位於豫鄂皖三省邊境的「鄂豫皖革命根據地」（亦稱「鄂豫皖蘇區」）。時間發生於1930年冬季至隔年春季期間。國民政府設立鄂豫皖邊區綏靖督辦公署，調集8個師又3個旅，近10萬人的兵力，於12月上旬開始對根據地進行第一次圍剿。紅軍進行了反擊，至1931年1月，共殲國軍4個團又4個營，擊潰4個團又1個營。打破國民政府的第一次圍剿。

## 戰役名稱
中華民國方面稱之為「豫鄂皖邊區圍剿」或「豫鄂皖三省邊區圍剿」，並未明確劃分次數，僅分前後兩個階段，視本次為第一階段的圍剿時期；中共方面稱之為「鄂豫皖蘇區第一次反圍剿」或「鄂豫皖革命根據地第一次反圍剿」。

## 時代背景

### 國府方面
1930年代蔣中正與馮玉祥、閻錫山等新軍閥大混戰，中共趁此時擴展鄂豫皖根據地，與洪湖蘇區形成了三面包圍武漢的局勢，對於國民政府形成了極大的威脅。自1930年冬，蔣中正以江西中央蘇區作為重點發動大規模圍剿的同時，也對鄂豫皖蘇區進行圍剿。

### 中共方面
中共相繼於1927年11月、1929年5月、1929年11月相繼開辟了鄂東北、豫東南、皖西三個「革命根據地」，並於1930年春統一三地為鄂豫皖邊區，整併各地紅軍為中國農工紅軍第一軍後，利用蔣馮閻大混戰的有利時機，大舉出擊，攻佔了許多城鎮和廣大農村，將原本彼此隔離的鄂東北、豫東南、皖西三地連成一片，成為僅次於中央蘇區的第二大根據地。按照中共黨中央指示，由羅山南下威逼武漢，配合中央蘇區的反圍剿，並準備向長江沿岸發展和打通與鄂東南的聯繫。

## 參戰部隊

### 國民革命軍方面
1930年10月，國民政府任命何成濬為武漢行營主任，李鳴鐘為豫鄂皖邊區綏靖督辦，國民革命軍（以下簡稱國軍）參戰部隊如下：
- 豫鄂皖邊區方面
  - 綏靖督辦李鳴鐘，下轄第25師（師長戴民權）、第10師（師長吉鴻昌）、第33師（師長葛雲龍）、第45師（師長衛立煌）、第46師〔師長范熙績〕、新編第5師（師長潘善齋）
- 開封綏靖區方面
  - 綏靖主任劉峙，下轄第6師（師長趙觀濤）、新編第12師及騎兵第1師（師長張華堂）
- 武漢行營直接指揮第31師（師長張印湘）、第34師（師長陳渠珍）、第44師（師長蕭之楚）、第76師（師長張鈁）及暫編第13師（師長夏斗寅）

以上總計共有步兵10餘個師，總兵力約10餘萬人。
作戰方針制定為在根據地周圍安設據點，逐步推進。俱體戰略分為三步：首先造成圓箍式的包圍，其次控制要道、集鎮，最終分區清剿，以圖抓住紅軍主力決戰。

### 中國工農紅軍方面
中國工農紅軍（以下簡稱紅軍）由第二、第四軍團應戰，各參戰部隊如下：
- 第二軍團總指揮賀龍，下轄第2軍（軍長賀龍）、第6軍（軍長段德昌）
- 第四軍團總指揮鄺繼勳，下轄第1軍（軍長許繼昌）、第4軍（軍長鄺繼勳）、第9軍（軍長蔡成熙）
- 其餘有第14軍（軍長岡超）、第15軍（軍長陳資平）、第16軍（軍長孔荷寵）

以上總計共有9個軍，總兵力約2萬餘人，還組成鄂豫皖臨時特委和臨時軍委，統一領導蘇區軍民。並以地方武裝和群眾性的遊擊戰爭阻擊敵人，迅速調回紅軍主力攻擊敵人弱點，以改變不利態勢。

## 戰役過程
1930年11月，軍事委員會委員長蔣中正對中央蘇區進行重點圍剿的同時，任命武漢行營主任何成濬為總指揮，先後調集8個師3個旅約計10萬人兵力，由剛剛投靠蔣中正的馮系軍閥李鳴鐘為鄂豫皖三省邊區綏靖督辦，於12月上旬開始向根據地進攻。此時紅一軍已挺進商南、皖西，鄂豫邊區無主力紅軍，形勢十分危急。曾中生以中共中央特派員的身份，召開原邊特委、紅一軍前委（留後方者）和臨近各縣縣委負責人的緊急會議，會上成立了中共鄂豫皖臨時特委、臨時革命軍事委員會和臨時特區蘇維埃政府，以集中統一黨、政、軍對反圍剿的領導和指揮。會後，中共鄂豫皖邊臨時特委對反圍剿進行了佈置。紅一軍跳到外線，在皖西和商城四姑墩兩次重創國軍，深入蘇區內部的國軍完全轉入守勢。1931年1月上旬，國軍在損失了5000多人、3500多支槍後，被迫撤出蘇區，第一次圍剿草草收場。

## 後續
1931年1月初，紅1軍與紅15軍在長竹園會師。按照中共黨中央的決定，合編兩軍為紅四軍，全軍共12500餘人。紅四軍成立後，鑒於進攻鄂豫皖邊區之敵已處於守勢，遂決定轉入進攻作戰。2月初，紅四軍第10師第30團在地方武裝的配合下，向新集發起了進攻，於2月10日攻入城裡。此戰役使紅軍有了攻堅戰的經驗，並拔除了國軍在根據地內部的一個據點， 使整個鄂豫皖蘇區得以連成一片。後來新集成了鄂豫皖革命根據地的首府。

## 外部連結
- 劉峙：豫鄂皖邊區剿匪之役 （页面存档备份，存于）
- 萬耀煌：豫鄂皖邊區剿匪與國難 （页面存档备份，存于）